# 6e étape du Tour de France 1999
Pour un article plus général, voir Tour de France 1999.
La 6e étape du Tour de France 1999 s'est déroulée le vendredi 9 juillet 1999. Elle part d'Amiens et arrive à Maubeuge.

## Classement de l'étape
Vainqueur initial de l'étape, le Belge Tom Steels (Mapei-Quick Step) est déclassé à la dernière place du peloton, laissant la victoire à l'Italien Mario Cipollini (Saeco-Cannondale).
| \| Classement de l'étape \| Classement de l'étape \| Classement de l'étape \| Classement de l'étape \| Classement de l'étape \| \| Coureur \| Coureur \| Pays \| Équipe \| Temps \| \| --------------------- \| --------------------- \| --------------------- \| ------------------------------ \| --------------------- \| \| 1er \| Mario Cipollini \| Italie \| Saeco-Cannondale \| 4 h 11 min 09 s \| \| 2e \| Erik Zabel \| Allemagne \| Deutsche Telekom \| + 0 s \| \| 3e \| Jaan Kirsipuu \| Estonie \| Casino \| + 0 s \| \| 4e \| Ján Svorada \| Tchéquie \| Lampre-Daikin \| + 0 s \| \| 5e \| Damien Nazon \| France \| La Française des jeux \| + 0 s \| \| 6e \| George Hincapie \| États-Unis \| US Postal Service \| + 0 s \| \| 7e \| Silvio Martinello \| Italie \| Polti \| + 0 s \| \| 8e \| Stuart O'Grady \| Australie \| Crédit Agricole \| + 0 s \| \| 9e \| Nicola Minali \| Italie \| Cantina Tollo-Alexia Alluminio \| + 0 s \| \| 10e \| Lars Michaelsen \| Danemark \| La Française des jeux \| + 0 s \| |                   |            |                                |                 |
| |                   |            |                                |                 |
| |                   |            |                                |                 |
| Classement de l'étape |                   |            |                                |                 |
| Coureur | Coureur           | Pays       | Équipe                         | Temps           |
| 1er | Mario Cipollini   | Italie     | Saeco-Cannondale               | 4 h 11 min 09 s |
| 2e | Erik Zabel        | Allemagne  | Deutsche Telekom               | + 0 s           |
| 3e | Jaan Kirsipuu     | Estonie    | Casino                         | + 0 s           |
| 4e | Ján Svorada       | Tchéquie   | Lampre-Daikin                  | + 0 s           |
| 5e | Damien Nazon      | France     | La Française des jeux          | + 0 s           |
| 6e | George Hincapie   | États-Unis | US Postal Service              | + 0 s           |
| 7e | Silvio Martinello | Italie     | Polti                          | + 0 s           |
| 8e | Stuart O'Grady    | Australie  | Crédit Agricole                | + 0 s           |
| 9e | Nicola Minali     | Italie     | Cantina Tollo-Alexia Alluminio | + 0 s           |
| 10e | Lars Michaelsen   | Danemark   | La Française des jeux          | + 0 s           |

## Classement général
À la suite de ce nouveau sprint, l'Estonien Jaan Kirsipuu (Casino) conserve le maillot jaune de leader. Il devance maintenant le vainqueur de l'étape l'Italien Mario Cipollini (Saeco-Cannondale), qui gagne trois nouvelles places, de 26 secondes. Déclassé à la dernière place du peloton, le Belge Tom Steels (Mapei-Quick Step) ne prend aucune bonification et descend à la troisième place du classement général.
| \| Classement général \| Classement général \| Classement général \| Classement général \| Classement général \| \| Coureur \| Coureur \| Pays \| Équipe \| Temps \| \| ------------------ \| ------------------ \| ------------------ \| ------------------ \| ------------------ \| \| 1er \| Jaan Kirsipuu \| Estonie \| Casino \| 26 h 57 min 55 s \| \| 2e \| Mario Cipollini \| Italie \| Saeco-Cannondale \| + 26 s \| \| 3e \| Tom Steels \| Belgique \| Mapei-Quick Step \| + 31 s \| \| 4e \| Stuart O'Grady \| Australie \| Crédit Agricole \| + 38 s \| \| 5e \| Erik Zabel \| Allemagne \| Deutsche Telekom \| + 38 s \| \| 6e \| Lance Armstrong \| États-Unis \| US Postal Service \| DQ \| \| 7e \| Abraham Olano \| Espagne \| ONCE-Deutsche Bank \| + 57 s \| \| 8e \| George Hincapie \| États-Unis \| US Postal Service \| + 58 s \| \| 9e \| Christophe Moreau \| France \| Festina-Lotus \| + 1 min 01 s \| \| 10e \| François Simon \| France \| Crédit Agricole \| + 1 min 04 s \| |                   |            |                    |                  |
| |                   |            |                    |                  |
| |                   |            |                    |                  |
| Classement général |                   |            |                    |                  |
| Coureur | Coureur           | Pays       | Équipe             | Temps            |
| 1er | Jaan Kirsipuu     | Estonie    | Casino             | 26 h 57 min 55 s |
| 2e | Mario Cipollini   | Italie     | Saeco-Cannondale   | + 26 s           |
| 3e | Tom Steels        | Belgique   | Mapei-Quick Step   | + 31 s           |
| 4e | Stuart O'Grady    | Australie  | Crédit Agricole    | + 38 s           |
| 5e | Erik Zabel        | Allemagne  | Deutsche Telekom   | + 38 s           |
| 6e | Lance Armstrong   | États-Unis | US Postal Service  | DQ               |
| 7e | Abraham Olano     | Espagne    | ONCE-Deutsche Bank | + 57 s           |
| 8e | George Hincapie   | États-Unis | US Postal Service  | + 58 s           |
| 9e | Christophe Moreau | France     | Festina-Lotus      | + 1 min 01 s     |
| 10e | François Simon    | France     | Crédit Agricole    | + 1 min 04 s     |

## Classements annexes
| Classement par points | Classement par points | Classement par points | Classement par points | Classement par points |
| Coureur               | Coureur               | Pays                  | Équipe                | Points                |
| --------------------- | --------------------- | --------------------- | --------------------- | --------------------- |
| 1er                   | Jaan Kirsipuu         | Estonie               | Casino                | 189 pts               |
| 2e                    | Erik Zabel            | Allemagne             | Deutsche Telekom      | 170 pts               |
| 3e                    | Stuart O'Grady        | Australie             | Crédit Agricole       | 149 pts               |
| 4e                    | Mario Cipollini       | Italie                | Saeco-Cannondale      | 147 pts               |
| 5e                    | Tom Steels            | Belgique              | Mapei-Quick Step      | 129 pts               |

| Classement par points | Classement par points | Classement par points | Classement par points | Classement par points |
| Coureur               | Coureur               | Pays                  | Équipe                | Points                |
| --------------------- | --------------------- | --------------------- | --------------------- | --------------------- |
| 1er                   | Jaan Kirsipuu         | Estonie               | Casino                | 189 pts               |
| 2e                    | Erik Zabel            | Allemagne             | Deutsche Telekom      | 170 pts               |
| 3e                    | Stuart O'Grady        | Australie             | Crédit Agricole       | 149 pts               |
| 4e                    | Mario Cipollini       | Italie                | Saeco-Cannondale      | 147 pts               |
| 5e                    | Tom Steels            | Belgique              | Mapei-Quick Step      | 129 pts               |

| Classement de la montagne | Classement de la montagne | Classement de la montagne | Classement de la montagne      | Classement de la montagne |
| Coureur                   | Coureur                   | Pays                      | Équipe                         | Points                    |
| ------------------------- | ------------------------- | ------------------------- | ------------------------------ | ------------------------- |
| 1er                       | Mariano Piccoli           | Italie                    | Lampre-Daikin                  | 29 pts                    |
| 2e                        | Laurent Brochard          | France                    | Festina-Lotus                  | 15 pts                    |
| 3e                        | Francesco Secchiari       | Italie                    | Saeco-Cannondale               | 6 pts                     |
| 4e                        | Anthony Morin             | France                    | La Française des jeux          | 5 pts                     |
| 5e                        | Massimo Giunti            | Italie                    | Cantina Tollo-Alexia Alluminio | 5 pts                     |

| Classement de la montagne | Classement de la montagne | Classement de la montagne | Classement de la montagne      | Classement de la montagne |
| Coureur                   | Coureur                   | Pays                      | Équipe                         | Points                    |
| ------------------------- | ------------------------- | ------------------------- | ------------------------------ | ------------------------- |
| 1er                       | Mariano Piccoli           | Italie                    | Lampre-Daikin                  | 29 pts                    |
| 2e                        | Laurent Brochard          | France                    | Festina-Lotus                  | 15 pts                    |
| 3e                        | Francesco Secchiari       | Italie                    | Saeco-Cannondale               | 6 pts                     |
| 4e                        | Anthony Morin             | France                    | La Française des jeux          | 5 pts                     |
| 5e                        | Massimo Giunti            | Italie                    | Cantina Tollo-Alexia Alluminio | 5 pts                     |

| Classement du meilleur jeune | Classement du meilleur jeune | Classement du meilleur jeune | Classement du meilleur jeune | Classement du meilleur jeune |
| Coureur                      | Coureur                      | Pays                         | Équipe                       | Temps                        |
| ---------------------------- | ---------------------------- | ---------------------------- | ---------------------------- | ---------------------------- |
| 1er                          | Christian Vande Velde        | États-Unis                   | US Postal Service            | 26 h 59 min 04 s             |
| 2e                           | Benoît Salmon                | France                       | Casino                       | + 9 s                        |
| 3e                           | Magnus Bäckstedt             | Suède                        | Crédit Agricole              | + 10 s                       |
| 4e                           | Mario Aerts                  | Belgique                     | Lotto-Mobistar               | + 12 s                       |
| 5e                           | Luis Pérez Rodríguez         | Espagne                      | ONCE-Deutsche Bank           | + 15 s                       |

| Classement du meilleur jeune | Classement du meilleur jeune | Classement du meilleur jeune | Classement du meilleur jeune | Classement du meilleur jeune |
| Coureur                      | Coureur                      | Pays                         | Équipe                       | Temps                        |
| ---------------------------- | ---------------------------- | ---------------------------- | ---------------------------- | ---------------------------- |
| 1er                          | Christian Vande Velde        | États-Unis                   | US Postal Service            | 26 h 59 min 04 s             |
| 2e                           | Benoît Salmon                | France                       | Casino                       | + 9 s                        |
| 3e                           | Magnus Bäckstedt             | Suède                        | Crédit Agricole              | + 10 s                       |
| 4e                           | Mario Aerts                  | Belgique                     | Lotto-Mobistar               | + 12 s                       |
| 5e                           | Luis Pérez Rodríguez         | Espagne                      | ONCE-Deutsche Bank           | + 15 s                       |

| Classement par équipes | Classement par équipes | Classement par équipes | Classement par équipes |
| Équipe                 | Équipe                 | Pays                   | Temps                  |
| ---------------------- | ---------------------- | ---------------------- | ---------------------- |
| 1re                    | US Postal Service      | États-Unis             | 80 h 56 min 54 s       |
| 2e                     | ONCE-Deutsche Bank     | Espagne                | + 4 s                  |
| 3e                     | Crédit Agricole        | France                 | + 19 s                 |
| 4e                     | Festina-Lotus          | France                 | + 20 s                 |
| 5e                     | Casino                 | France                 | + 25 s                 |

| Classement par équipes | Classement par équipes | Classement par équipes | Classement par équipes |
| Équipe                 | Équipe                 | Pays                   | Temps                  |
| ---------------------- | ---------------------- | ---------------------- | ---------------------- |
| 1re                    | US Postal Service      | États-Unis             | 80 h 56 min 54 s       |
| 2e                     | ONCE-Deutsche Bank     | Espagne                | + 4 s                  |
| 3e                     | Crédit Agricole        | France                 | + 19 s                 |
| 4e                     | Festina-Lotus          | France                 | + 20 s                 |
| 5e                     | Casino                 | France                 | + 25 s                 |